# Giacomo Gaetano Stefaneschi

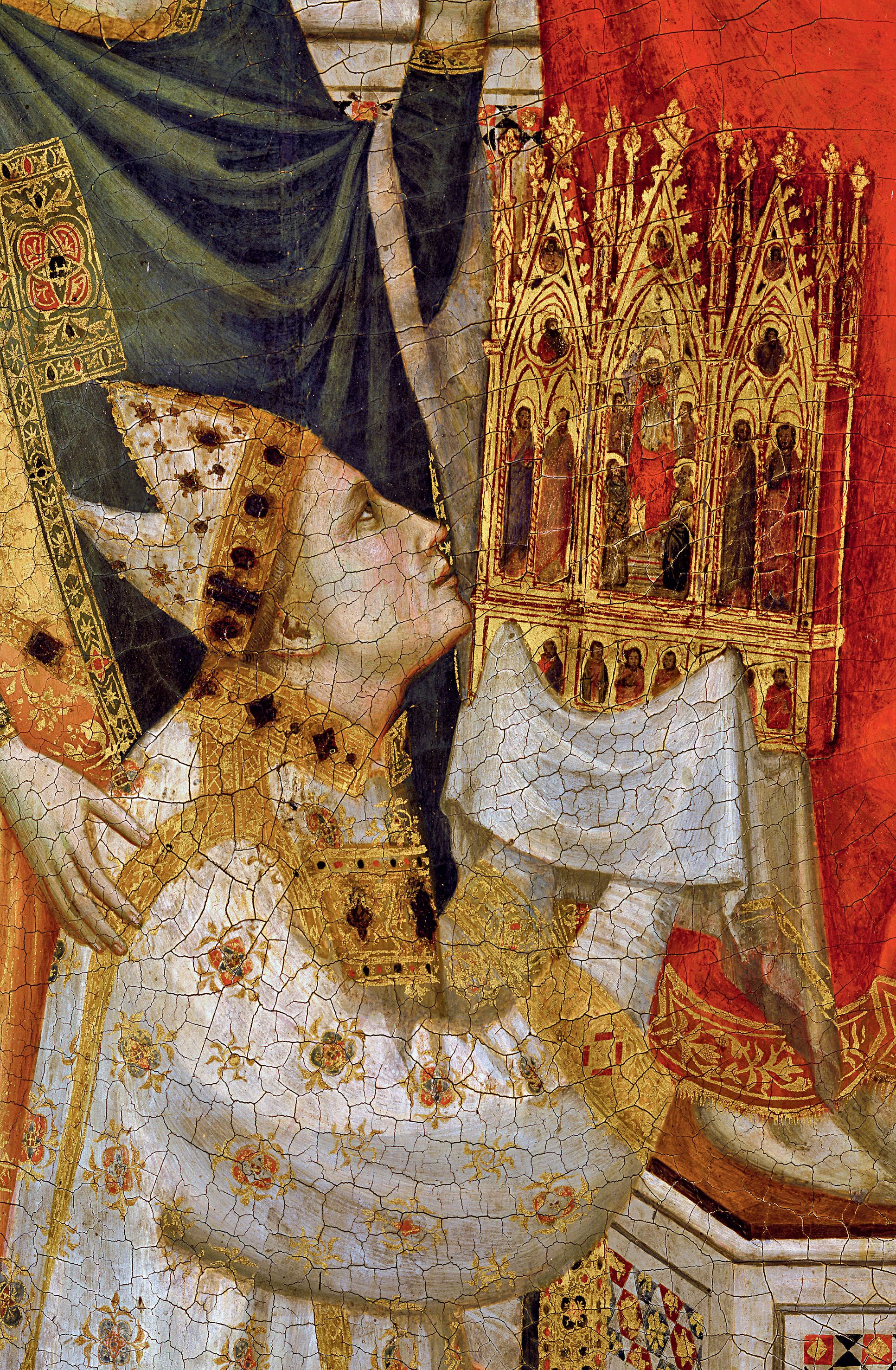
Giacomo Gaetano Stefaneschi

Giacomo Gaetano Stefaneschi, auch Iacopo Gaetani Stefaneschi, (* um 1260 in Rom; † 1341 in Avignon) war ein Geistlicher, Schriftsteller und Kardinal der römisch-katholischen Kirche. Neben seiner schriftstellerischen Tätigkeit erlangte er vor allem als Mäzen an Bedeutung. Er ließ er zahlreiche Handschriften und Kunstwerke anfertigen sowie Kirchen und Kloster restaurieren.

## Leben

Wappen

Giacomo Gaetano Stefaneschi wurde um das Jahr 1260 in Rom geboren. Er war Sohn von Pietro Stefaneschi und dessen Frau Perna Orsini. Neben dem Namen Giacomo wurde er Gaetano genannt, möglicherweise einer onomastischen Tradition der Familie Orsini folgend, oder als Hommage an seinen Großonkel mütterlicherseits, Kardinal Giovanni Gaetano Orsini, den späteren Papst Nikolaus III. Sein Neffe war Annibal de Ceccano.
Anfangs wurde er in Rom ausgebildet. Er besuchte die Sorbonne in Paris und schloss mit dem Magister artium ab. Seine Eltern riefen ihn nach Italien, damit er dort Kirchen- und Zivilrecht an der Universität Bologna studieren konnte.
Papst Coelestin V. ernannte Stefaneschi zum Kanoniker von St. Peter und zum Auditor der Rota. Am 17. Dezember 1295 kreierte Papst Bonifatius VIII. ihn zum Kardinaldiakon der Titeldiakonie San Giorgio in Velabro. Im gleichen Jahr entsandte er ihn als Legaten nach Cesena, Forlì, Faenza und Bologna, um Unruhen zu unterdrücken.
Der Tod Bonifatius VIII. im Jahr 1303 bedeutete offenbar einen fortschreitenden Rückgang von Giacomos Einfluss innerhalb des Kardinalskollegiums, das zunehmend von den französischen Kardinälen kontrolliert wurde, auch wenn er offenbar im Konklave von Perugia nach dem Tod Benedikts XI. (7. Juli 1304) ebenfalls als Favorit der Bonifazius-Partei galt.
Um das Jahr 1320 war er so bedeutend, dass er dem Petersdom, zu dessen Kanoniker er ernannt worden war, ein neues Altarbild für den Hauptaltar stiftete, das sogenannte Stefaneschi-Polyptychon oder Triptychon, das von Giotto und seiner Werkstatt gemalt wurde. Er hatte Giotto außerdem mit der Schaffung eines Mosaiks für das Atrium („Navicella“) und einiger verlorener Fresken in der Tribüne des Petersdoms beauftragt sowie einiger verlorener Fresken für San Giorgio in Velabro.
Er nahm an den Konklaven 1303, 1304–1305, 1314–1316 und 1334 teil.
Papst Johannes XXII. ernannte ihn am 23. Juli 1334 zum Protektor der Minoriten. Nach Verlegung der Kurie nach Avignon hoffte er auf ein Rückverlegung nach Rom. Er wurde nie zum Priester geweiht.
Stefaneschi starb 1341 in Avignon. Sein Leichnam wurde nach Rom überführt und im Petersdom bestattet. Die Grabrede hielt Kardinal Pierre Roger, der spätere Papst Clemens VI.

## Schriften
- De centesimo seu Iubileo liber
- Opus Metricum
- De centesimo seu iubileo anno